# Оробас

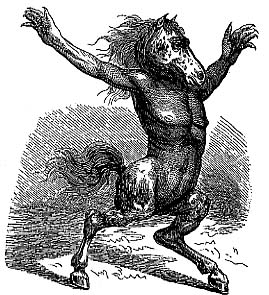
Раннє зображення Оробаса на дерев'яній гравюрі

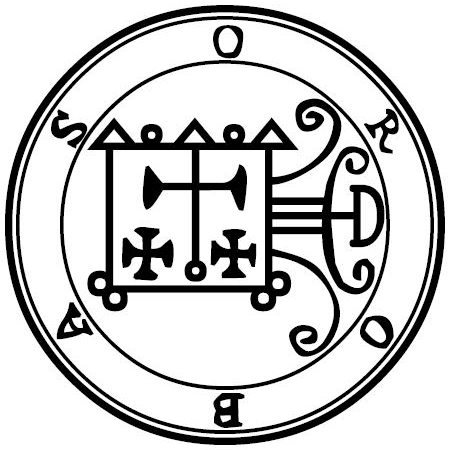
Печатка Оробаса (з Ґоетії, Книги про Лихих Сутностей)

Оробас (ймовірно від лат. orobias — один з видів пахощів) — п'ятдесят п'ятий демон «Ґоетії». Має титул Принца Пекла і керує 20 легіонами демонів. За описом в гримуарі має добру вдачу, дуже вірний заклиначу, і захищає мага від спокуси будь-якими іншими духами. Оробас може розказати про минулі, теперішні та прийдешні події і правдиво відповідає на запитання про створення світу і богослов'я; може надавати знання і церковну владу, а також заступництво друзів і ворогів. Будучи споконвічно під подобою коня, на вимогу може прибрати і людський вигляд.

## Оробас в масовій культурі
Оробас є одним з персонажів у грах Persona 3 і Shadow Hearts:Covenant для консолі Sony PlayStation 2. Також представлений в програмі Monster in My Pocket під номером 78 як одне зі створінь.